# Magnus Bramming
Magnus Grubb Bramming (* 1. Oktober 1990 in Roskilde) ist ein dänischer Handballspieler. Der 1,83 m große Linksaußen spielt seit 2012 für den dänischen Erstligisten Team Tvis Holstebro und steht zudem im Aufgebot der dänischen Nationalmannschaft.

## Karriere

### Verein
Magnus Bramming begann das Handballspielen bei Roskilde Håndbold. Weitere Stationen in der Jugend waren Himmelev Veddelev IF, Viborg HK und Nordsjælland Håndbold. Mit Nordsjælland spielte er von 2007 bis 2012 in der ersten dänischen Liga, der Håndboldligaen. International nahm er am EHF-Pokal 2010/11 und 2011/12 teil. Seit 2012 läuft der Linksaußen, dessen Brüder Emil und Anton ebenfalls Handball spielen, für Team Tvis Holstebro auf. Mit TTH wurde er 2016 dänischer Vizemeister und gewann 2017 den dänischen Pokal. Im EHF-Pokal 2012/13 erreichte man das Halbfinale. Im EHF-Pokal 2018/19 gelang dieser Erfolg erneut, Bramming wurde mit 100 Treffern gar Torschützenkönig des Wettbewerbs.

### Nationalmannschaft
In der dänischen A-Nationalmannschaft debütierte Bramming am 6. November 2016 beim 36:23-Sieg gegen Lettland. Er stand im Aufgebot für die Europameisterschaft 2020, bei der Dänemark nur den 13. Platz belegte. Dabei erzielte er sieben Tore in drei Spielen. Bei der Weltmeisterschaft 2021 warf er neun Tore in zwei Einsätzen und wurde Weltmeister.
Bisher bestritt er 18 Länderspiele, in denen er 49 Tore erzielte.